# Arian Kashef
Arian Kashef (født 11. oktober 1995 i København) er en dansk skuespiller, der blandt andet har medvirket i den danske Netflix-serie Kastanjemanden og i filmene Hele vejen, Vejen hjem, Meter i sekundet og Shorta.

## Levnedsløb
Kashef født i 1995 på Østerbro i København af forældre, der kom fra Iran og var henholdsvis it-ingeniør og tandlæge. Han blev uddannet fra Den Danske Scenekunstskole i 2019. Som skuespiller fik han sit gennembrud i 2020 i DR-serien Når støvet har lagt sig. For denne præstation vandt han Talentprisen ved SERIES AWARDS.

## Roller

### TV
- Løgnen (2025) - Lucas
- Sommerdahl (2020-2025) - Ali
- Kastanjemanden (2021) - Jacob Rasouli
- Når støvet har lagt sig (2020) - Jamal
- Rita (2015) - bandemedlem

### Film
- Hele vejen (2025) - Amir
- Vejen hjem (2024) - Abu Hassan
- Englemageren - Mike
- Meter i sekundet (2023) - Matin, elev
- Shabholm (2023) - stemme
- Shorta (2020) - Osman

### Teater
På teateret har Kashef blandt andet spillet den ene hovedrolle som Driss i en teaterversion af De urørlige og rollen som Jacob i Erasmus Montanus.